# Светоплуково
Светоплуково (словац. Svätoplukovo) — село, громада округу Нітра, Нітранський край. Кадастрова площа громади — 13.9 км².
Населення 1342 особи  (станом на 31 грудня 2018 року).

## Історія
Светоплуково згадується 1386 року.

## Населення
| Рік:            | 1994. | 2004.   | 2014.   | 2024.    |
| --------------- | ----- | ------- | ------- | -------- |
| Кількість осіб: | 1275  | 1308    | 1331    | 1469     |
| Різниця:        |       | +2,58 % | +1,75 % | +10,36 % |

| Рік:            | 2023. | 2024.   |
| --------------- | ----- | ------- |
| Кількість осіб: | 1473  | 1469    |
| Різниця:        |       | -0,27 % |